# Marco Fincato
Marco Fincato, nacido el 6 de octubre de 1970 en Padua, es un antiguo ciclista italiano ya retirado que fue profesional entre 1996 y 2002.

## Palmarés
1995
- Trofeo Ciudad de San Vendemiano

1996
- Florencia-Pistoia

2000
- 1 etapa de la Vuelta a Suiza

## Resultados en las grandes vueltas
| Carrera         | 1996 | 1997 | 1998 | 1999 | 2000 | 2001 | 2002 |
| --------------- | ---- | ---- | ---- | ---- | ---- | ---- | ---- |
| Giro de Italia  | -    | 46.º | -    | -    | 21.º | -    | -    |
| Tour de Francia | 30.º | Ab.  | -    | 53.º | -    | -    | -    |
| Vuelta a España | -    | -    | -    | -    | -    | -    | -    |
| Mundial en Ruta | -    | -    | -    | -    | -    | -    | -    |

-: no participa

Ab.: abandono